# Vasek Pospisil
Vasek Pospisil (Vernon, 23 giugno 1990) è un ex tennista canadese.
Ha ottenuto i suoi successi più importanti in doppio in coppia con Jack Sock, insieme al quale ha vinto il torneo di Wimbledon 2014 e ha raggiunto 5 finali in tornei Masters 1000 vincendone una; vanta inoltre altri 5 titoli nel circuito maggiore. È stato il nº 4 del ranking ATP di doppio nell'aprile 2015. Si è distinto anche in singolare raggiungendo tre finali nel circuito maggiore, i quarti di finale al torneo di Wimbledon 2015 e il 25º posto del ranking nel gennaio 2014. Ha vinto la Coppa Davis 2022 con il Canada, dopo aver raggiunto la finale già nell'edizione 2019.

## Carriera

### Juniores
Di origine ceca, inizia a giocare a tennis all'età di cinque anni. Fa il suo esordio nell'ITF Junior Circuit nel luglio 2005 in un torneo canadese di Grade 5, dove viene sconfitto in finale in singolare e vince il torneo di doppio. Nel doppio ragazzi degli US Open 2007 raggiunge la finale insieme a Grigor Dimitrov e vengono sconfitti da Eysseric / Inzerillo. Al primo Slam del 2008, nel doppio juniores dell'Australian Open raggiunge la finale insieme a César Ramírez e viene nuovamente battuto a un passo dal titolo. Al doppio ragazzi del Roland Garros 2008 si arrende in semifinale in coppia con Milos Raonic. Chiude la sua esperienza nella categoria nel luglio 2008, dopo aver vinto in totale 3 titoli in singolare e 8 in doppio tra i quali il prestigioso Orange Bowl del 2008, il più importante trofeo alzato da juniores. Vanta come miglior ranking di categoria la 24ª posizione del gennaio 2008.

### 2007- 2012, due titoli Challenger e ingresso in top 100 in singolare, primo titolo Challenger in doppio
Fa le sue prime esperienze tra i professionisti nel 2007 nel circuito degli ITF Futures e in quello dei Challenger, in marzo vince il suo primo titolo nel torneo ITF di doppio del Canada F3. Nel febbraio 2008 esordisce con una sconfitta in singolare nella squadra canadese di Coppa Davis in occasione della sfida vinta con il Messico. Nel novembre successivo conquista il primo titolo Challenger nel torneo di doppio a Rimouski in coppia con Milos Raonic. Il primo successo in singolare arriva nel settembre 2009 al torneo ITF Italy F29. Debutta nel circuito maggiore in doppio al Masters canadese nell'agosto 2010, in coppia con Raonic esce al secondo turno dopo aver sconfitto Rafael Nadal / Novak Đoković.
Nel 2011, sempre al Masters canadese, fa il suo esordio in singolare nel circuito maggiore e al primo turno elimina il nº 22 del mondo Juan Ignacio Chela prima di essere sconfitto da Roger Federer. Subito dopo supera per la prima volta le qualificazioni in un torneo dello Slam agli US Open, batte quindi al primo turno Lukáš Rosol e nel match successivo viene eliminato da Feliciano López in quattro set. Quell'anno fa le sue ultime apparizioni nel circuito ITF e chiude l'esperienza dopo aver vinto 10 titoli in singolare e 10 in doppio. Nel marzo 2012 vince il primo titolo Challenger in singolare a Rimouski battendo in finale il belga Maxime Authom, risultato che lo porta per la prima volta nella top 100 del ranking ATP. Quell'anno viene eliminato al primo turno al Roland Garros e a Wimbledon. In luglio vince il suo secondo titolo Challenger in singolare a Granby e subito dopo fa il suo esordio olimpico ai Giochi di Londra, viene schierato in doppio ed esce di scena al secondo turno. In settembre raggiunge per la prima volta i quarti di finale in un torneo ATP a Kuala Lumpur sia in singolare che in doppio.

### 2013, due titoli Challenger, semifinale Masters 1000 e 32º del ranking in singolare, top 100 in doppio
Nel 2013 ottiene una serie di ottimi risultati in singolare che lo portano per la prima volta nella top 50 mondiale. In maggio vince  il Challenger di Johannesburg e a giugno supera per la prima volta il primo turno a Wimbledon. In luglio a Bogotà raggiunge la prima semifinale ATP arrendendosi in tre set a Alejandro Falla. La settimana successiva vince il suo secondo Challenger stagionale in singolare a Vancouver cedendo un set solo in finale a Daniel Evans. Il risultato più importante della stagione lo ottiene al Masters 1000 di Montréal, dove grazie a una wild-card accede al tabellone principale ed elimina nell'ordine John Isner, Radek Štěpánek e Tomáš Berdych, oltre ad aver usufruito del ritiro di Nikolaj Davydenko. In semifinale viene sconfitto in tre set da Milos Raonic. Con questo risultato approda al 40º posto del ranking mondiale e sale al 32º con la semifinale raggiunta a fine ottobre all'ATP 500 di Basilea, nella quale viene sconfitto da Federer dopo aver vinto il secondo set. Due settimane prima aveva fatto inoltre il suo ingresso nella top 100 del ranking di doppio grazie alla semifinale raggiunta allo Shanghai Masters in coppia con Robert Lindstedt, dopo aver raggiunto il terzo turno a Wimbledon e agli US Open.

### 2014, titolo a Wimbledon, altri due titoli ATP e top 20 in doppio, una finale ATP e 25º nel ranking in singolare
Continua a risalire la classifica in singolare a inizio 2014 con la semifinale raggiunta all'ATP di Chennai, dove è costretto al ritiro durante il match con Stan Wawrinka. Fa il suo esordio assoluto nel tabellone principale degli Australian Open e raggiunge il terzo turno, deve dare forfait prima dell'incontro con Wawrinka ma a fine torneo sale al 25º posto mondiale, che rimarrà il suo best ranking in carriera in singolare. A luglio consegue il risultato più prestigioso della carriera aggiudicandosi il torneo di doppio a Wimbledon assieme a Jack Sock (una coppia fino ad allora inedita) con il sorprendente successo in finale sulle teste di serie nº 1, i fratelli Bryan, sconfitti per 7-5 al quinto set. Sempre con Sock vince tre settimane dopo il secondo titolo ATP ad Atlanta superando per 6-3, 5-7, [10-5] in finale Steve Johnson / Sam Querrey. Ad agosto disputa la sua prima finale ATP in singolare a Washington e viene sconfitto da Raonic con il punteggio di 1-6, 4-6. Due settimane più tardi i fratelli Bryan si prendono la rivincita battendo Pospisil e Sock nella finale del Masters di Cincinnati con il punteggio di 6-3, 6-2. A ottobre perde la finale all'ATP 500 di Pechino in coppia con Julien Benneteau. In ottobre vince il terzo titolo ATP a Basilea assieme a Nenad Zimonjić con il successo in finale su Marin Draganja / Henri Kontinen, successo con cui si porta al 12º posto nel ranking.

### 2015, un titolo masters 1000, un ATP 500 e top 5 in doppio, quarti di finale in singolare a Wimbledon
Nel 2015 partecipa con Bouchard alla Hopman Cup e il Canada viene eliminato arrivando terzo nel proprio girone. All'Australian Open, Pospisil si ferma al terzo turno per il secondo anno consecutivo, battuto da García López. Al Masters di Indian Wells vince in coppia con Jack Sock il terzo titolo ATP di doppio, il primo Masters 1000 per entrambi, dopo aver sconfitto Bolelli/Fognini col risultato di 6-4, 6-7, [10-7].  Al Miami Open perdono la finale contro i fratelli Bob e Mike Bryan. Dopo questo torneo Pospisil sale alla 5ª posizione mondiale, la migliore mai raggiunta da un doppista canadese superando il record di Daniel Nestor. A Wimbledon raggiunge per la prima volta i quarti di finale in singolare di un torneo del Grande Slam battendo nell'ordine Vincent Millot, Fognini, James Ward e Viktor Troicki, tutti in cinque set tranne l'incontro con Fognini. Viene sconfitto nei quarti di finale dal numero tre del mondo Andy Murray. In doppio era il campione uscente con Jack Sock, con cui perde al terzo turno contro Jamie Murray e John Peers. Al China Open vince il suo secondo titolo di doppio della stagione sconfiggendo, insieme a Sock, Nestor e Roger-Vasselin in finale. Alla sua ultima apparizione stagionale a Valencia arriva in semifinale, fermato da João Sousa che vincerà il titolo.

### 2016, titolo ATP 500 e semifinale olimpica in doppio
Nel 2016 all'Australian Open perde al primo turno contro Gilles Simon. Al Rotterdam Open di febbraio vince il sesto titolo di doppio ATP in carriera, e il primo con Nicolas Mahut.  All'Indian Wells Masters raggiunge la finale in doppio perdendo insieme a Sock dalla coppia Mahut/Herbert. All'Open di Francia esce al primo turno in singolare e al secondo in doppio. A Wimbledon viene nuovamente sconfitto al primo turno e raggiunge il terzo turno in doppio. Alle Olimpiadi perde ancora una volta nel turno di apertura in singolare contro Gaël Monfils e nel match per la medaglia di bronzo in doppio con Daniel Nestor contro Marc López e Rafael Nadal per 6-7, 6-7. A settembre raggiunge il secondo turno agli US Open in singolare.

### 2017, cambio allenatore, quinto titolo Challenger in singolare
Cambia allenatore, assumendo Mark Woodforde. Raggiunge la finale  al suo primo torneo stagionale di doppio a Doha, in coppia con Radek Štěpánek e vengono sconfitti da Jérémy Chardy e Fabrice Martin per 6-4, 7-6. Perde in finale anche in singolare al Challenger di San Francisco, sconfitto da Zhang Ze. A marzo supera le qualificazioni all'Indian Wells Masters, sconfigge nel tabellone principale Lu Yen-hsun e al secondo turno ha la meglio sul numero 1 del mondo Andy Murray con il punteggio di 6-4, 7-6, conseguendo la prima vittoria su un top 10 dal 2014. Perde contro l'altro qualificato Dušan Lajović al turno successivo. A maggio vince il suo quinto titolo Challenger in singolare a Busan trionfando contro Go Soeda per 6-1, 6-2. Perde al primo turno del Wimbledon in tre set da Dominic Thiem e si ritira al primo turno del singolare dell'US Open.

### 2018, due titoli Challenger
Nel 2018 supera le qualificazioni all'Australian Open e perde al primo turno da Marin Čilić. Vince il sesto Challenger in carriera sconfiggendo in finale Ričardas Berankis all'Open de Rennes per 6-1, 6-2. A febbraio vince la finale anche al Challenger di Budapest con il successo su Nicola Kuhn per 7-6, 3-6, 6-3. Raggiunge la terza finale Challenger stagionale al Gimcheon Open e perde contro Yoshihito Nishioka. Viene sconfitto anche nella finale del successivo Challenger di Busan da Matthew Ebden.

### 2019, infortunio, finale di Coppa Davis, due titoli Challenger, uscita e rientro nella top 200 in singolare
Nel gennaio 2019 si sottopone a un'operazione per un'ernia al disco che lo costringe a saltare i primi sei mesi della stagione. Rientra a luglio ed è di rilievo la sconfitta che infligge al primo turno degli US Open al nº 9 del mondo Karen Chačanov, ottenendo la sua prima vittoria su un top 10 in una prova dello Slam. In ottobre scende alla 248ª posizione del ranking, la più bassa dal maggio del 2011. Vi fa rientro battendo James Duckworth nella finale del Challenger di Las Vegas e a novembre vince anche il Challenger di Charlottesville sconfiggendo in finale Brayden Schnur. Chiude la stagione contribuendo a portare il Canada in finale di Coppa Davis, in singolare vince 3 dei 4 incontri disputati, sconfiggendo tra gli altri il nº 12 del mondo Fabio Fognini, mentre in doppio assieme a Shapovalov vince due dei 4 incontri giocati. Non prende parte alla finale persa contro la Spagna.

### 2020, due finali ATP, titolo ATP in doppio, quarto turno agli US Open, rientro in top 100, premio ATP miglior ritorno dell'anno
Inizia la stagione superando le qualificazioni del torneo di Auckland, batte quindi João Sousa e al secondo turno viene sconfitto da Denis Shapovalov. Eliminato al primo turno dell'Australian Open, si riscatta subito dopo sul cemento di Montpellier, raggiunge la finale eliminando tra gli altri il nº 16 ATP Shapovalov e in semifinale il nº 10 David Goffin e viene quindi sconfitto in due set da Gaël Monfils, risultati che gli consentono di rientrare nella top 100. Conferma il buon momento di forma al successivo torneo di Rotterdam sconfiggendo al primo turno il nº 5 del mondo Daniil Medvedev prima di essere fermato da Filip Krajinović. A Marsiglia raggiunge i quarti di finale grazie alla vittoria su Hubert Hurkacz e cede al campione uscente Stefanos Tsitsipas, che confermerà il titolo. Nel torneo di doppio torna ad aggiudicarsi un titolo ATP a distanza di 4 anni, in coppia con Nicolas Mahut ha la meglio in finale su Wesley Koolhof / Nikola Mektić con il punteggio di 6-3, 6-4.
Dopo la lunga pausa del tennis mondiale dovuta alla pandemia di COVID-19, arriva per la prima volta al quarto turno degli US Open sconfiggendo i top 20 Roberto Bautista Agut e Milos Raonic e perdendo poi in tre set da Alex de Minaur. Eliminato al primo turno al Roland Garros e a San Pietroburgo dai top 10 Berrettini e Rublev, e al secondo turno a Vienna da Medevedev, nel 250 di Sofia batte nell'ordine Illja Marčenko, Jan-Lennard Struff, John Millman e in semifinale Richard Gasquet, per poi cedere in tre set in finale contro l'emergente Jannik Sinner. Dopo il torneo sale al 61º posto del ranking e, grazie ai buoni risultati ottenuti in stagione, in dicembre riceve il premio ATP per il miglior ritorno dell'anno.

### 2021, finale ATP in doppio, uscita dalla top 100
Vince un solo incontro nei primi cinque tornei del 2021, in un periodo nel quale gioca poco. Per tornare al successo deve aspettare fino a giugno, quando batte al primo turno di Eastbourne James Ward e approfitta del ritiro di Alejandro Davidovich Fokina per accedere ai quarti, dove viene sconfitto da Alex de Minaur. A Wimbledon esce di scena al secondo turno per mano di Frances Tiafoe e si ferma al secondo turno anche nei successivi tornei di Newport e Washington. Nel torneo di doppio di Newport raggiunge la finale in coppia con Austin Krajicek e vengono sconfitti in due set da William Blumberg / Jack Sock. Nei successivi tornei non supera il secondo turno né in singolare né in doppio. Esce al primo turno anche a Sofia, dove difendeva i punti guadagnati con la finale del 2020, perde così 45 posizioni nel ranking ed esce dalla top 100. A fine stagione prende parte alle fasi finali di Coppa Davis e viene sconfitto sia nei due incontri giocati in singolare che in quello giocato in doppio.

### 2022, trionfo in Coppa Davis, 2 titoli Challenger, stop per infortunio e rientro nella top 100
Inizia la stagione giocando nei Challenger e a fine gennaio vince il titolo a Quimper battendo in finale Gregoire Barrere. Supera le qualificazioni al successivo torneo ATP di Dallas, si spinge fino ai quarti e viene eliminato da John Isner. A fine febbraio perde la finale al Challenger di Pau contro Quentin Halys e subito dopo arriva in semifinale al Torino Challenger. A fine marzo subisce un infortunio alla schiena che lo costringe a un periodo di riabilitazione. Torna a giocare tre mesi dopo senza particolari risultati fino ad agosto, quando arriva in semifinale al Challenger di Vancouver.
Il mese successivo vince 3 dei 5 incontri giocati tra singolare e doppio nella fase a gironi della fase finale di Coppa Davis e il Canada avanza nei quarti di finale. Supera le qualificazioni e raggiunge i quarti al successivo torneo ATP di Tel Aviv, e cede in due set a Novak Đoković dopo aver eliminato il nº 52 ATP Tallon Griekspoor. A ottobre perde la finale al Challenger di Mouilleron-le-Captif e il mese dopo supera Michael Mmoh in finale al Challenger de Drummondville, risultato con cui rientra nella top 100. Chiude la stagione con il trionfo in Coppa Davis, nella fase a eliminazione diretta viene schierato solo in doppio e con Denis Shapovalov ha la meglio su Kevin Krawietz / Tim Pütz nell'incontro decisivo della sfida dei quarti di finale contro la Germania. Assieme a Félix Auger-Aliassime vince anche il decisivo incontro nella semifinale contro l'Italia, sconfiggendo Matteo Berrettini / Fabio Fognini. Non gioca la finale dopo che il Canada si era assicurato il titolo vincendo entrambi i singolari.

### 2023-2025, una finale Challenger, convalescenze e ritiro
Uscito definitivamente dalla top 100 a fine gennaio, l'unico risultato di rilievo a inizio stagione è la finale Challenger raggiunta in febbraio a Coblenza, persa contro Roman Safiullin. Dopo la prematura eliminazione nel Challenger successivo, annuncia che si prenderà alcuni mesi di pausa per motivi di salute. Rientra alle competizioni con l'eliminazione alle qualificazioni di Wimbledon. Torna protagonista nella fase a gruppi delle Finals di Coppa Davis vincendo tutti gli incontri disputati, uno in singolare e tre in doppio. Il Canada accede ai quarti di finale e Pospisil perde assieme ad Alexis Galarneau l'incontro decisivo che sancisce il passaggio alla semifinale della Finlandia. A ottobre esce dalla top 200 e a novembre dalla top 400.
Nel 2024 gioca in modo discontinuo e con pochi risultati di valore, continuando la discesa in classifica. Ad agosto si infortuna durante il match di primo turno al Canadian Open . Il mese dopo disputa l'ultima match stagionale e perde il doppio nella sfida di Coppa Davis contro l'Argentina. Torna alle competizioni nel gennaio 2025 per la qualificazione di Coppa Davis persa 3-2 contro l'Ungheria e vince il doppio con Liam Draxl. Conclude la carriera il 28 luglio 2025 con la sconfitta al primo turno del Canadian Open 2025 davanti al proprio pubblico.

## Statistiche

### Singolare

#### Finali perse (3)
| Legenda              |
| Grande Slam (0)      |
| ATP Finals (0)       |
| ATP Masters 1000 (0) |
| ATP Tour 500 (1)     |
| ATP Tour 250 (2)     |

| N° | Data             | Torneo                          | Superficie  | Avversario in finale | Punteggio        |
| 1. | 3 agosto 2014    | Washington Open, Washington     | Cemento     | Milos Raonic         | 1–6, 4–6         |
| 2. | 9 febbraio 2020  | Open Sud de France, Montpellier | Cemento (i) | Gaël Monfils         | 5–7, 3–6         |
| 3. | 14 novembre 2020 | Sofia Open, Sofia               | Cemento (i) | Jannik Sinner        | 4–6, 6–3, 6(3)–7 |

### Doppio

#### Vittorie (7)
| Legenda              |
| Grande Slam (1)      |
| ATP Finals (0)       |
| ATP Masters 1000 (1) |
| ATP Tour 500 (3)     |
| ATP Tour 250 (2)     |

| N° | Data             | Torneo                          | Superficie  | Compagno       | Avversari in finale                  | Punteggio                     |
| 1. | 5 luglio 2014    | Torneo di Wimbledon, Londra     | Erba        | Jack Sock      | Bob Bryan Mike Bryan                 | 7–6(5), 6(3)–7, 6–4, 3–6, 7–5 |
| 2. | 27 luglio 2014   | Atlanta Open, Atlanta           | Cemento     | Jack Sock      | Steve Johnson Sam Querrey            | 6–3, 5–7, [10–5]              |
| 3. | 26 ottobre 2014  | Swiss Indoors, Basilea          | Cemento     | Nenad Zimonjić | Marin Draganja Henri Kontinen        | 7–6(13), 1–6, [10–5]          |
| 4. | 21 marzo 2015    | Indian Wells Open, Indian Wells | Cemento     | Jack Sock      | Simone Bolelli Fabio Fognini         | 6–4, 6(3)–7, [10–7]           |
| 5. | 11 ottobre 2015  | China Open, Pechino             | Cemento     | Jack Sock      | Daniel Nestor Édouard Roger-Vasselin | 3–6, 6–3, [10–6]              |
| 6. | 14 febbraio 2016 | Rotterdam Open, Rotterdam       | Cemento (i) | Nicolas Mahut  | Philipp Petzschner Alexander Peya    | 7–6(2), 6–4                   |
| 7. | 23 febbraio 2020 | Open 13 Provence, Marsiglia     | Cemento (i) | Nicolas Mahut  | Wesley Koolhof Nikola Mektić         | 6–3, 6–4                      |

#### Finali perse (7)
| Legenda              |
| Grande Slam (0)      |
| ATP Finals (0)       |
| ATP Masters 1000 (4) |
| ATP Tour 500 (1)     |
| ATP Tour 250 (2)     |

| N° | Data            | Torneo                          | Superficie  | Compagno         | Avversari in finale                 | Punteggio           |
| 1. | 17 agosto 2014  | Cincinnati Open, Cincinnati     | Cemento     | Jack Sock        | Bob Bryan Mike Bryan                | 3–6, 2–6            |
| 2. | 5 ottobre 2014  | China Open, Pechino             | Cemento     | Julien Benneteau | Horia Tecău Jean-Julien Rojer       | 7–6(6), 5–7, [5–10] |
| 3. | 4 aprile 2015   | Miami Open, Miami               | Cemento     | Jack Sock        | Bob Bryan Mike Bryan                | 3–6, 6–1, [8–10]    |
| 4. | 8 novembre 2015 | Paris Masters, Parigi           | Cemento (i) | Jack Sock        | Ivan Dodig Marcelo Melo             | 6–2, 3–6, [5–10]    |
| 5. | 19 marzo 2016   | Indian Wells Open, Indian Wells | Cemento     | Jack Sock        | Pierre-Hugues Herbert Nicolas Mahut | 3–6, 6(5)–7         |
| 6. | 6 gennaio 2017  | Qatar Open, Doha                | Cemento     | Radek Štěpánek   | Jérémy Chardy Fabrice Martin        | 4–6, 6(3)–7         |
| 7. | 18 luglio 2021  | Hall of Fame Open, Newport      | Cemento     | Austin Krajicek  | William Blumberg Jack Sock          | 2–6, 6(3)–7         |

### Tornei minori

#### Singolare

##### Vittorie (21)
| Legenda tornei minori |
| Challenger (11)       |
| Futures (10)          |

| N°  | Data              | Torneo                                                | Superficie  | Avversario in finale | Punteggio             |
| 1.  | 27 settembre 2009 | Italy F29, Alghero                                    | Cemento     | Francesco Piccari    | 6–3, 6(5)–7, 6–3      |
| 2.  | 4 ottobre 2009    | Italy F30, Quartu Sant'Elena                          | Cemento     | Matteo Viola         | 6–1, 6–2              |
| 3.  | 1º novembre 2009  | Mexico F12, Ciudad Obregón                            | Cemento     | Daniel Garza         | 7–6(0), 6–3           |
| 4.  | 8 novembre 2009   | Mexico F14, Guadalajara                               | Terra rossa | César Ramírez        | 6–2, 6–2              |
| 5.  | 21 marzo 2010     | Canada F3, Sherbrooke                                 | Cemento (i) | Milos Raonic         | 6–4, 4–6, 6–3         |
| 6.  | 5 settembre 2010  | Mexico F6, León                                       | Cemento     | David Rice           | 6–1, 6–2              |
| 7.  | 12 settembre 2010 | Mexico F7, Guadalajara                                | Cemento     | Adam El Mihdawy      | 6–0, 6–1              |
| 8.  | 3 ottobre 2010    | Canada F5, Markham                                    | Cemento     | Nicholas Monroe      | 6–3, 6–2              |
| 9.  | 29 maggio 2011    | Korea F2, Changwon                                    | Cemento     | Lim Yong-kyu         | 7–5, 6–4              |
| 10. | 31 luglio 2011    | Canada F4, Saskatoon                                  | Cemento     | Érik Chvojka         | 7–5, 6–2              |
| 11. | 25 marzo 2012     | Men's Rimouski Challenger, Rimouski                   | Cemento     | Maxime Authom        | 7–6(6), 6–4           |
| 12. | 22 luglio 2012    | Challenger de Granby, Granby                          | Cemento     | Igor Sijsling        | 7–6(2), 6–4           |
| 13. | 5 maggio 2013     | Soweto Open, Johannesburg                             | Cemento     | Michał Przysiężny    | 6(6)–7, 6–0, 4–1 rit. |
| 14. | 4 agosto 2013     | Vancouver Open, Vancouver                             | Cemento     | Daniel Evans         | 6–0, 1–6, 7–5         |
| 15. | 21 maggio 2017    | Busan Open Challenger, Busan                          | Cemento     | Gō Soeda             | 6–1, 6–2              |
| 16. | 28 gennaio 2018   | Open de Rennes, Rennes                                | Cemento (i) | Ričardas Berankis    | 6–1, 6–2              |
| 17. | 11 febbraio 2018  | Hungarian Challenger Open, Budapest                   | Cemento (i) | Nicola Kuhn          | 7–6(3), 3–6, 6–3      |
| 18. | 20 ottobre 2019   | Las Vegas Tennis Open, Las Vegas                      | Cemento     | James Duckworth      | 7–5, 6(11)–7, 6–3     |
| 19. | 3 novembre 2019   | Charlottesville Men's Pro Challenger, Charlottesville | Cemento (i) | Brayden Schnur       | 7–6(2), 3–6, 6–2      |
| 20. | 30 gennaio 2022   | Open Quimper Bretagne Occidentale, Quimper            | Cemento (i) | Gregoire Barrere     | 6–4, 3–6, 6–1         |
| 21. | 20 novembre 2022  | Challenger de Drummondville, Drummondville            | Cemento (i) | Michael Mmoh         | 7–6(5), 4–6, 6–4      |

##### Finali perse (9)
| Legenda tornei minori |
| Challenger (7)        |
| Futures (2)           |

| N° | Data             | Torneo                                         | Superficie  | Avversario in finale   | Punteggio        |
| 1. | 20 luglio 2009   | USA F17, Peoria                                | Terra rossa | Michael Venus          | 7–6(4), 4–6, 4–6 |
| 2. | 21 febbraio 2010 | USA F5, Brownsville                            | Cemento     | Víctor Estrella Burgos | 4–6, 3–6         |
| 3. | 24 marzo 2013    | Men's Rimouski Challenger, Rimouski            | Cemento     | Rik De Voest           | 6(6)–7, 4–6      |
| 4. | 12 febbraio 2017 | Kunal Patel San Francisco Open, San Francisco  | Cemento (i) | Zhang Ze               | 5–7, 6–3, 2–6    |
| 5. | 13 maggio 2018   | Gimcheon Open, Gimcheon                        | Cemento     | Yoshihito Nishioka     | 4–6, 5–7         |
| 6. | 20 maggio 2018   | Busan Open Challenger, Busan                   | Cemento     | Matthew Ebden          | 6(4)–7, 1–6      |
| 7. | 27 febbraio 2022 | Open Pau-Pyrénées, Pau                         | Cemento (i) | Quentin Halys          | 6–4, 4–6, 3–6    |
| 8. | 9 ottobre 2022   | Internationaux de Vendée, Mouilleron-le-Captif | Cemento (i) | Jelle Sels             | 4–6, 3–6         |
| 9. | 5 febbraio 2023  | Koblenz Open, Coblenza                         | Cemento (i) | Roman Safiullin        | 2–6, 5–7         |

## Risultati in progressione
| Sigla | Risultato               |
| ----- | ----------------------- |
| V     | Vincitore               |
| F     | Finalista               |
| SF    | Semifinalista           |
| O     | Oro olimpico            |
| A     | Argento olimpico        |
| SF    | Bronzo olimpico         |
| QF    | Quarti di Finale        |
| 4T    | Quarto turno            |
| 3T    | Terzo turno             |
| 2T    | Secondo turno           |
| 1T    | Primo turno             |
| RR    | Round Robin             |
| LQ    | Turno di qualificazione |
| A     | Assente                 |
| ND    | Non disputato           |

| Legenda superfici    |
| -------------------- |
| Cemento              |
| Terra battuta        |
| Erba                 |
| Superficie variabile |

### Singolare
| Torneo             | 2011 | 2012 | 2013          | 2014          | 2015          | 2016 | 2017          | 2018          | 2019          | 2020          | 2021 | 2022          | 2023          | 2024 | V–S   |
| ------------------ | ---- | ---- | ------------- | ------------- | ------------- | ---- | ------------- | ------------- | ------------- | ------------- | ---- | ------------- | ------------- | ---- | ----- |
| Tornei Grande Slam |      |      |               |               |               |      |               |               |               |               |      |               |               |      |       |
| Australian Open    | A    | Q2   | A             | 3T            | 3T            | 1T   | Q1            | 1T            | A             | 1T            | 1T   | A             | 1T            | A    | 4–6   |
| Roland Garros      | A    | 1T   | 1T            | 1T            | 1T            | 1T   | A             | 1T            | A             | 1T            | A    | A             | A             | A    | 0–7   |
| Wimbledon          | Q2   | 1T   | 2T            | 1T            | QF            | 1T   | 1T            | 1T            | 1T            | ND            | 2T   | Q1            | Q1            | A    | 6–9   |
| US Open            | 2T   | Q1   | 1T            | 1T            | 1T            | 2T   | 1T            | 2T            | 2T            | 4T            | 2T   | Q1            | Q2            | A    | 8–10  |
| Vittorie–Sconfitte | 1–1  | 0–2  | 1–3           | 2–3           | 6–4           | 1–4  | 0–2           | 1–4           | 1–2           | 3–3           | 2–3  | 0–0           | 0–1           | 0–0  | 18–32 |
| Giochi Olimpici    |      |      |               |               |               |      |               |               |               |               |      |               |               |      |       |
| Giochi Olimpici    | ND   | 1T   | Non disputati | Non disputati | Non disputati | 1T   | Non disputati | Non disputati | Non disputati | Non disputati | A    | Non disputati | Non disputati | A    | 0–2   |
| Vittorie–Sconfitte | ND   | 0–1  | Non disputati | Non disputati | Non disputati | 0–1  | Non disputati | Non disputati | Non disputati | Non disputati | 0–0  | Non disputati | Non disputati | 0–0  | 0–2   |

### Doppio
| Torneo             | 2011 | 2012 | 2013          | 2014          | 2015          | 2016 | 2017          | 2018          | 2019          | 2020          | 2021 | 2022          | 2023          | 2024 | V–S   |
| ------------------ | ---- | ---- | ------------- | ------------- | ------------- | ---- | ------------- | ------------- | ------------- | ------------- | ---- | ------------- | ------------- | ---- | ----- |
| Tornei Grande Slam |      |      |               |               |               |      |               |               |               |               |      |               |               |      |       |
| Australian Open    | A    | A    | A             | 1T            | 2T            | QF   | 1T            | 1T            | A             | 1T            | 2T   | A             | A             | A    | 4–7   |
| Roland Garros      | A    | A    | A             | 1T            | QF            | 2T   | A             | 1T            | A             | 2T            | A    | A             | A             | A    | 5–5   |
| Wimbledon          | A    | A    | 3T            | V             | 3T            | 3T   | 2T            | 1T            | 2T            | ND            | 1T   | A             | A             | A    | 14–7  |
| US Open            | A    | A    | 3T            | 3T            | 1T            | 1T   | A             | A             | 1T            | A             | 2T   | A             | A             | A    | 5–6   |
| Vittorie–Sconfitte | 0–0  | 0–0  | 4–2           | 8–3           | 6–4           | 5–4  | 1–2           | 0–3           | 1–2           | 1–2           | 2–3  | 0–0           | 0–0           | 0–0  | 28–25 |
| Giochi Olimpici    |      |      |               |               |               |      |               |               |               |               |      |               |               |      |       |
| Giochi Olimpici    | ND   | 2T   | Non disputati | Non disputati | Non disputati | SF   | Non disputati | Non disputati | Non disputati | Non disputati | A    | Non disputati | Non disputati | A    | 4–3   |
| Vittorie–Sconfitte | ND   | 1–1  | Non disputati | Non disputati | Non disputati | 3–2  | Non disputati | Non disputati | Non disputati | Non disputati | 0–0  | Non disputati | Non disputati | 0–0  | 4–3   |